# Авчиев, Тахир Мураталиевич
Тахир Мураталиевич Авчиев (род. 15 ноября 1987, Кызыл-Кыя, Ошская область) — киргизский футболист, защитник. Выступал за сборную Кыргызстана.

## Биография

### Клубная карьера
В высшей лиге Кыргызстана дебютировал в 2007 году в составе кантской «Абдыш-Аты». Первый гол забил в игре второго тура, 28 апреля 2007 года против своей резервной команды «Абдыш-Ата-ФШМ» (5:1). В ходе сезона также выступал за резервную команду, а на следующий год играл в высшей лиге за другой городской клуб — «Кант-77». В 2011—2012 годах играл в первой лиге за кантское «Наше Пиво». Часть сезона 2012 года провёл в бишкекском «Динамо-МВД», а с 2013 года снова играл за основной состав «Абдыш-Аты». Бронзовый (2013) и серебряный (2014) призёр чемпионата Кыргызстана.
В 2014—2016 годах отбывал двухлетнюю дисквалификацию за употребление допинга. В этот период работал тренером в детских командах «Абдыш-Аты».
В 2017 году играл за «Дордой», а в 2018 году — в ошских «Алае» и «Академии». Бронзовый призёр чемпионата Кыргызстана 2017 года. В составе «Дордоя» и «Алая» выходил на поле в матчах Кубка АФК.

### Карьера в сборной
В национальной сборной Кыргызстана дебютировал 6 сентября 2013 года в товарищеском матче против Беларуси, отыграв первые 62 минуты. Принимал участие в Кубке вызова АФК 2014 года, на турнире сыграл один матч.
Всего в 2013—2014 годах сыграл за сборную Кыргызстана 7 матчей.

## Личная жизнь
Отец, Муратали Авчиев (род. 1958) тоже был футболистом, выступал в 1990-е годы за «Семетей» (Кызыл-Кия).
Женат, есть дочери.